# Maison de la qualité

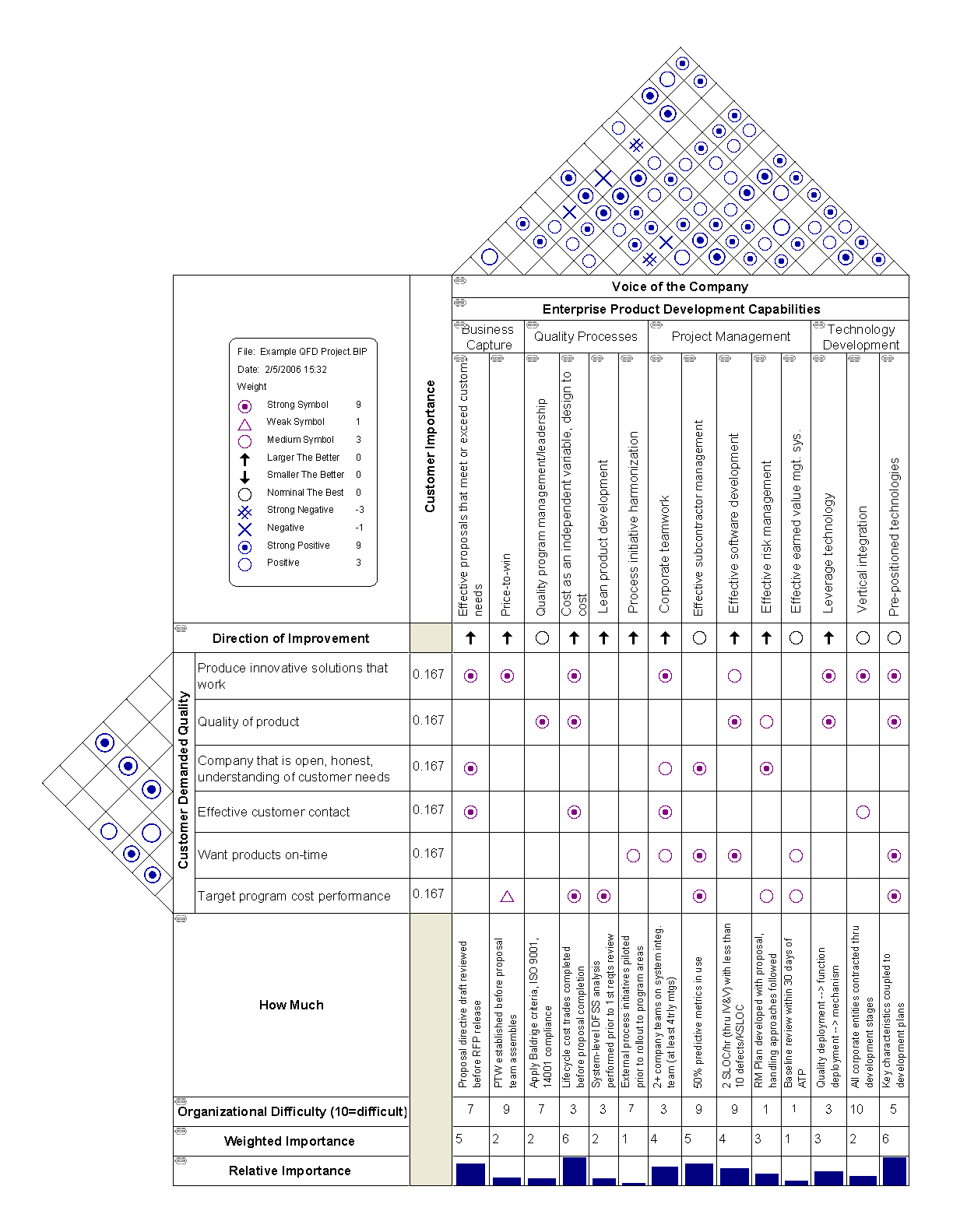
Maison de la Qualité QFD pour processus de développement de produits d'entreprises

La Maison de la Qualité est un diagramme, qui ressemble à une maison, utilisé pour définir la relation entre les désirs des clients et les capacités des entreprises/produits,. Il s'agit d'une part du déploiement de la fonction qualité (QFD) et utilise une matrice de planification pour relier ce que le client veut contre comment une entreprise (qui produit les produits) va accomplir ces besoins. Elle paraît ainsi à une maison avec une "matrice de corrélation", comme plafond, les désirs du client face aux caractéristiques du produit en tant que partie principale, l'évaluation de la concurrence en tant que porche etc. Elle est basée sur "la croyance que les produits doivent être dessinés pour refléter les désirs des clients et ses goûts". Elle est également utilisée pour accroître l'intégration fonctionnelle croisée pour les organisations qui l'utilisent, surtout entre le marketing, l'ingénierie et la fabrication.
La structure basique est une table avec "quoi" en tant qu'étiquettes de gauche et "comment" dans la partie supérieure. Le plafond est une matrice diagonale de "comment vs comment" et le corps de la maison est une matrice de "quoi vs comment". Ces deux matrices sont remplis d'indicateurs de si l'interaction de l'élément spécifique est fortement positive, fortement négative, ou intermédiaire. Les annexes additionnels dans les parties de droite et inférieure portent les "pourquoi" (études de marché, etc) et les "combien". Les classements basés sur les pourquoi et les corrélations peuvent être utilisés pour calculer les priorités des 2 "comment".
L'analyse de la Maison de qualité peut également être mise en cascade, avec les "comment" d'un niveau devenant  les "quoi" d'un niveau inférieur, et de ce fait les décisions se rapprochent des détails d'ingénierie / fabrication.